# 法国国家人口研究所
国家人口研究所（法語：Institut national d'études démographiques，發音：[ɛ̃stity nasjɔnal detyd demɔɡʁafik]，INED）是法國的一家專門從事人口學和人口研究的研究機構。1945年，該機構在儿科医生罗贝尔·德勃雷的提議下成立。